# Calabritto
Calabritto es una comuna italiana de 2.568 habitantes de la Provincia de Avellino en Campania.

## Geografía

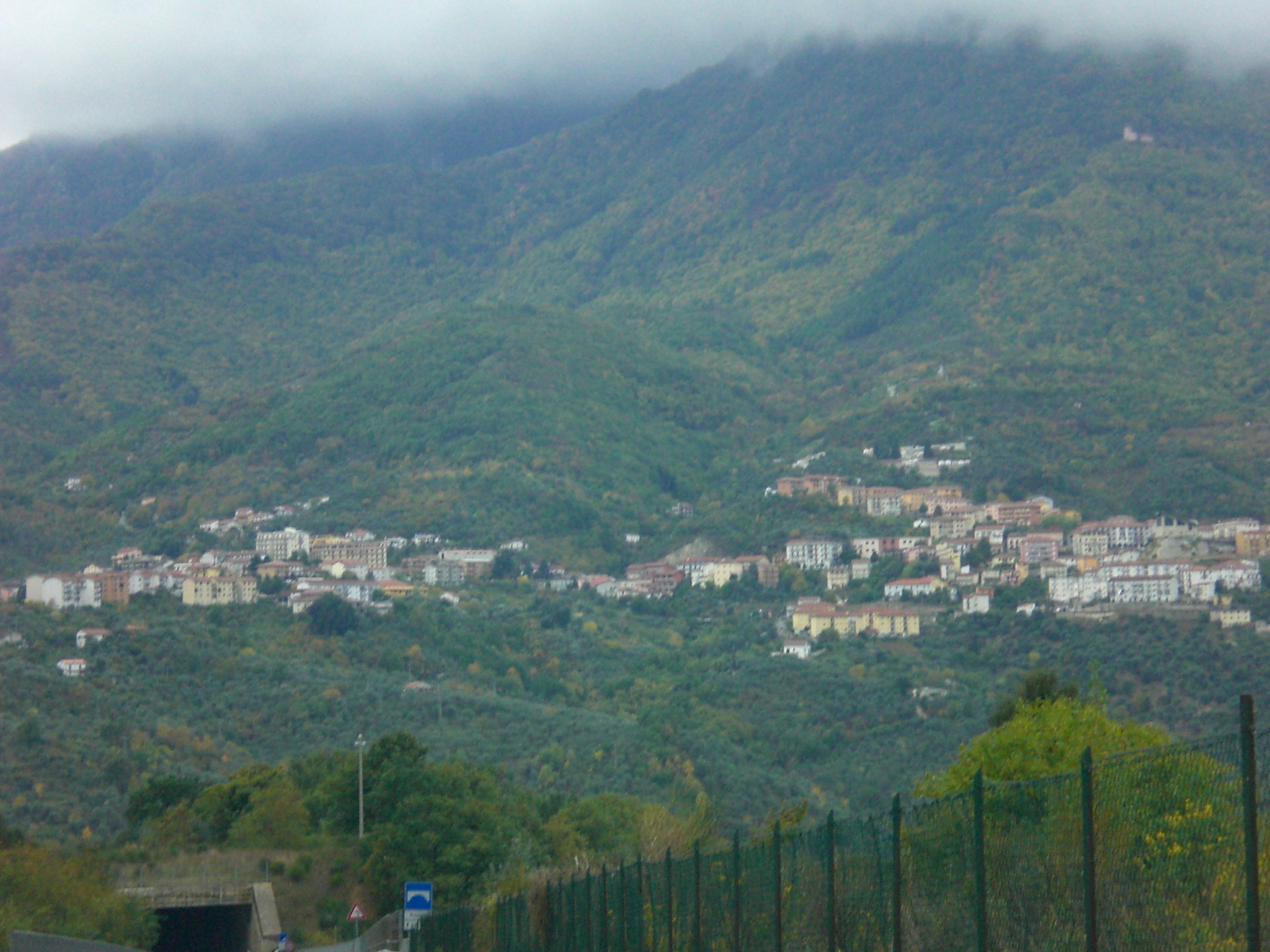
Vista de Calabritto.

El municipio está situado a una altitud de 480 m. en una zona de colinas, en el extremo oriental de los montes Picentini. Entre los ríos que atraviesan el territorio municipal se encuentran el Sele y el torrente Zagarone cuyas aguas forman la Cascada del Tuorno. 

## Historia
De origen supuestamente longobarda, el lugar adquiere una cierta importancia en la época tardomedieval (durante la dominación del Ducado de Anjou y aragonesa); posteriormente se convirtió en feudo de los Estouteville (italianizado en Tuttavilla), familia patricia de Nápoles que adquiere el título de Ducado.
Calabritto fue devastado por varios terremotos, entre los más desastrosos se encuentra el de 1773  y el último de ellos, ocurrido el 23 de noviembre de 1980, dejó completamente asolado el municipio, provocando decenas de muertos.  
En los años 90 la economía del lugar, así que se terminaron los recursos de los fondos para la reconstrucción, se hundió en una crisis, desde entonces un gravísimo decrecimiento ha comprometido la situación socioeconómica del municipio.

### Emigración
Tres fueron principalmente las grandes oleadas de emigración: la primera tras la unidad de Italia (sobre todo hacia las Américas), la segunda hacia los años 50 (hacia Europa: Alemania, Francia, Inglaterra, y también a Australia), y la tercera debida al terrible terremoto del 23 de noviembre de 1980, que literalmente ha barrido municipios enteros, entre ellos Calabritto. Familias enteras fueron trasladadas a otros lugares desplazándose por Calabritto para escapar a las difíciles condiciones económicas: nuevas comunidades de Calabrittani se han creado en varias ciudades extranjeras, como Filadelfia, Nueva York, Los Ángeles, Vancouver, Londres, Munich, Sídney, etc.

## Monumentos y lugares de interés
La mayor parte de la arquitectura de interés histórico-artística ha sido destruida por el terremoto de 1980. Entre los edificios de importancia, supervivientes a los derrumbes son: 
- Ruinas del castillo medieval
- Santuario de Santa Maria de la Nieve
- Capilla de Santa Maria de Grienzi
- Iglesia de la Virgen del río, situada en una cueva
- Iglesia de Santa Maria de la Gracia

### Áreas naturales
- Reserva natural desembocadura Sele - Tanagro
- Cascada del Tuorno

## Demografía
| Gráfica de evolución demográfica de Calabritto entre 1861 y 2001 |
|                                                                  |
| Fuente ISTAT - elaboración gráfica de Wikipedia                  |

## Economía
Gracias a los fondos para la reconstrucción post terremoto, el país en los ºaños 80 vivió sobre todo de la construcción y de las empresas asociadas. 
Hoy es un municipio predominantemente agrícola aunque posee una zona industrial desarrollada con la ley 219/81 en la que solo funcionan unas pocas empresas.